# La ragazza che saltava nel tempo
La ragazza che saltava nel tempo (時をかける少女?, Toki wo kakeru shōjo) è un film d'animazione del 2006 diretto da Mamoru Hosoda.
Pellicola giapponese prodotta dalla Madhouse, basata sul romanzo omonimo di Yasutaka Tsutsui, di cui l'anime rappresenta una continuazione. In Italia è stato pubblicato in DVD dalla casa editrice francese Kazé ed è stato trasmesso in chiaro su Rai 4 il 24 dicembre 2009. Ha vinto il premio come miglior film d'animazione ai Japan Academy Awards.

## Trama
Makoto Konno è una studentessa delle superiori; un giorno inciampa nel laboratorio di scienze e per sbaglio urta un congegno che, come sarà rivelato più tardi, consente di viaggiare nel tempo. Quando la fanciulla cade dalla propria bicicletta sta per essere travolta da un treno, ma inaspettatamente si salva, cosi scopre che, se compie un salto abbastanza lungo, può tornare indietro nel tempo ad un momento a scelta della sua vita.
Makoto inizia quindi ad utilizzare questo potere per risolvere le piccole problematiche della sua vita o semplicemente per divertirsi. D'altra parte, come le fa notare la sua confidente, la zia restauratrice, scopre che ogni sua azione va ad influire sugli eventi quasi sempre in modo catastrofico e di conseguenza viene costretta ad usare ripetutamente il suo potere per porre rimedio ai problemi che lei stessa, pur non volendolo, ha causato.
Così, quando il suo amico Chiaki Mamiya le confida di essere innamorato di lei, Makoto torna indietro nel tempo per evitare di sentirselo dire e quindi continuare ad avere un rapporto d'amicizia con il ragazzo, finendo per costringerlo a cedere alle avance di un'altra fanciulla, che si fidanza con lui.
Anche l'altro suo amico, Kōsuke Tsuda, finisce per innamorarsi di lei e glielo rivela: anche in questo caso, Makoto sfrutta il suo potere per fare in modo che il ragazzo si fidanzi con Kaho, la fanciulla della cui nonna Kōsuke s'è preso cura, quando era un volontario in una casa di ricovero per anziani. Nel frattempo, Makoto ha scoperto un numero tatuato sul suo braccio: esso indica quanti salti nel tempo le sono ancora possibili. Gliene resta ancora uno, quando impulsivamente decide di evitare una telefonata di Chiaki, che le rivela di sapere che lei salta nel tempo. Ciò, però, le impedisce di salvare Kōsuke e Kaho, i quali vengono investiti dallo stesso treno che all'inizio della storia doveva travolgere lei.
Proprio nel momento in cui la fanciulla, che ha tentato fino all'ultimo di fermarli, assiste con orrore all'incidente, il tempo improvvisamente si ferma. È stato Chiaki che confessa di provenire dal futuro: le mostra il congegno che ha consentito a Makoto di saltare nel tempo e le rivela di essere tornato nel passato per vedere un dipinto (che ha restaurato la zia di Makoto). Infine, Chiaki le dice che ha usato il suo ultimo salto per salvare Kōsuke e che quindi ora non può più tornare al futuro, ma neppure continuare a frequentarla, poiché nel futuro non è permesso parlare alla gente del passato dei salti nel tempo e chiunque violi questa regola è destinato a sparire. Makoto, in lacrime, cerca di fermarlo: è solo allora che capisce di amarlo veramente.
La vita ricomincia normalmente, ma Makoto non riesce a dimenticare i propri sentimenti. D'altra parte, scopre che in seguito all'intervento di Chiaki sulla linea temporale il suo ultimo salto nel tempo non è mai avvenuto, restituendole la possibilità di saltare nel tempo un'altra volta. Decide allora di tornare al momento in cui, nel laboratorio, ha trovato il congegno, cioè all'inizio della storia.
Quando finalmente trova il ragazzo, gli racconta ogni cosa (Chiaki, infatti, ancora non sa che il se stesso futuro le ha rivelato la verità). Poco prima di tornare al proprio mondo, Chiaki la abbraccia, dicendole che la aspetterà nel futuro. Makoto, felice, gli risponde che gli correrà incontro.

## Colonna sonora
1. Natsuzora
2. Sketch
3. Aria
4. Karakuri Dokei
5. Shojo no Fuan
6. Sketch
7. DAYLIFE
8. Daiichi Hensokyoku
9. Mirai no Kioku
10. Seijaku
11. Kawaranai Mono
12. Natsuzora Outro Theme
13. Time Leap
14. Natsuzora (long version)
15. Garnet

Tra le musiche non originali utilizzate nel film vi sono alcuni brani dalle Variazioni Goldberg di Johann Sebastian Bach, a rappresentare gli eventi che si susseguono sempre simili, ma mai uguali ed una parte di Deborah's Theme, di Ennio Morricone.

## Manga

Copertina italiana del manga

Il film ha ricevuto un adattamento manga disegnato da Ranmaru Kotone e pubblicato in volume unico da Kadokawa Shoten il 26 luglio 2006. In Italia fu pubblicato il 28 agosto 2008 dalla Panini Comics.

## Romanzo
Il romanzo originale, scritto per un pubblico di ragazzi e ragazze da Yasutaka Tsutsui, è stato pubblicato in Giappone nel 1967, mentre la prima edizione italiana è pubblicata da Kappalab nel 2017 col titolo La ragazza che saltava nel tempo.